# أندريه (اسم)
أندريه أو أندري هو الشكل الفرنسي والبرتغالي لاسم أندرو، المستخدم الآن في العالم الناطق باللغة الإنجليزية. وهو مشتق من الاسم اليوناني أندرياس Andreas، وهو الشكل القصير من أي من الأسماء المركبة المختلفة المستمدة من الجذر andr- الذي يفيد معنى الذكورة أو 'الرجل المحارب ". في ما يلي قائمة باشكال هذا الاسم بلغات مختلفة:

## الاسم في اللغات
- بالأيرلندية: أندرياس (Aindrias, Aindréas; Aindriú)
- بالغيلية الأسكتلندية: أيندريا، أندرا (Aindrea, Anndra)
- بالويلشية: أندراس (Andras)
- بالألمانية: أندرياس (Andreas)
- بالهولندية: أندرياس (Andries)
- بالاسكندنافية: أندرس (Anders)
- بالفرنسية: أندريه (André)
- بالأسبانية: أندريس (Andrés)
- بالكاتالونية: أندرو (Andreu)
- بالبرتغالية: أندريه (André)
- بالايطالية: أندريا (Andrea)
- بالأوكرانية: أندري (Andrii)
- بالروسية: أندريه (Andrei)
- بالبلغارية: أندريه (Andrei)
- بالبولندية: أندريه (Andrzej, Jędrzej)
- بالتشيكية: أندريه (Andrej, Ondřej)
- بالصربية الكرواتية: أندريا (Andrija)
- بالسلوفينية : أندريه (Andrej)
- بالفنلندية: أنتيرو (Antero)
- بالهنغارية: أندرياس، أندريه (András, Endre)
- بالليتوانية: أندريوس (Andrius)
- باللاتفية: أندريس (Andrejs)
- بالرومانية: أندريه (Andrei)

الاسم له شعبية في النرويج والسويد.

## أعلام
في ما يلي قائمة بأسماء بعض المشاهير الذين يحملون أندريه كاسم أول:
- أندريه أغاسي لاعب كرة مضرب محترف.
- أندريه ماري أمبير هو عالم ورياضي فرنسي أجرى عدة تجارب على الظواهر الكهرومغناطيسية
- أندري بينجامين ومغني راب أمريكي، منتج أسطوانات، مغن مؤلف وممثل
- أندريه برتون كاتب وروائي وشاعر وفيلسوف فرنسي
- أندريه سيتروين من رجال الصناعة الفرنسيين.
- أندريه غييم عالم فيزياء هولندي
- أندريه جيد كاتب فرنسي.
- أندريه غريتري مؤلف موسيقي من الأسقفية الأميرية لييج
- أندريه إيجودالا هو لاعب كرة سلة أمريكي
- أندريه لووف هو عالم أحياء دقيقة فرنسي، حصل على جائزة نوبل في الطب لعام 1965.
- أندري ريو موسيقار هولندي.
- أندريه سكاف ممثل سوري.